# Чарльз Фіні
Чарльз Фіні (англ. Charles F. Feeney) — американський філантроп і бізнесмен, який створив всесвітню мережу магазинів Duty Free Shoppers, а також засновник численних благодійних проєктів, яким, за його задумом послужать всі його 7,5 млрд доларів США.

## Ранній період
Чарльз Фіні народився в період великої депресії в промисловому місті Елізабет, що знаходиться в штаті Нью-Джерсі, США. Він брав участь у бойових діях Корейської війни, по закінченні якої закінчив Корнелльську школу, яка спеціалізується на підготовці персоналу для готелів. Для цього він використовував гроші, отримані в рахунок грошової компенсації солдатам на навчання та створення власного бізнесу. Закінчивши школу, Фіні поїхав у Францію, щоб почати свій бізнес, який почав процвітати під час японського економічного буму.
Після зняття обмеження на виїзд в 1964 році заможні японські туристи стали подорожувати по всьому світу. Для залучення клієнтів Фіні найняв на роботу миловидних дівчат з азійською зовнішністю і завалив свої магазини сувенірами, сигаретами та коньяком, які користувалися у туристів небувалим попитом. Ця стратегія і стала основною причиною бурхливого розвитку бізнесу, очолюваного Чарльзом Фіні.
Після підрахунків аналітиків Чарльз Фіні для подальшого розвитку відкрив свої магазини у Сан-Франциско, Анкориджі і на Гуамі, а для того, щоб отримати можливість торгівлі на острові Сейпан (пляжному курорті), побудував на острові в 1979 році аеропорт, в будівництво якого було вкладено 5 млн доларів США.
Завдяки журналу Forbes в 1988 році про його діяльність дізнався весь світ. У відповідь на детальну статтю, в якій були описані багато аспектів роботи Duty Free Shoppers, Фіні сказав: «Ну ось, ми тепер у всіх на виду». За версією вищезгаданого журналу Чарльз Фіні перебував на 31 місці серед найбагатших людей США, і Forbes не помилився в оцінці прибутків цієї людини. Він помилився лише в одному — всі зароблені за довгі роки кошти на той момент вже не належали Фіні, були витрачені на благодійність.

## Благодійність
Заснованій Фіні благодійний фонд вклав у різні сфери, за загальними даними, близько 6,2 млрд доларів США. Основними сферами впливу були наука, охорона здоров'я, освіта, утримання будинків для людей похилого віку, захист цивільних прав у багатьох країнах, включаючи Австралію, США, Південну Африку, В'єтнам і, звичайно ж, Ірландію. Грандіозні пожертви такого масштабу сьогодні можна перерахувати по пальцях, адже ніхто з багатих і знаменитих людей нашого часу не віддавав весь свій капітал на благодійність ще за життя.

## Плани на майбутнє
Також планується використовувати 1,3 млрд доларів США що залишилися до початку 2016 року і завершити роботу фонду, здійснивши все, що було задумано, до 2020-го року. У той час, коли більшість магнатів роблять все можливе, щоб збагатитися ще більше, Фіні посилено працює над своїм власним розоренням. Він вважає, що не варто чекати смерті, щоб віддати свої капітали. Білл Гейтс сказав, що Фіні — найбільший зразок для наслідування в тому, як слід робити добро ще за життя.

## Досягнення
Існує думка, що за роки своєї діяльності Фіні дав Ірландії стільки, скільки не дала ні одна людина, починаючи з часів самого Святого Патрика. Придбав популярність завдяки скромному способу життя, не характерному для людей у його фінансовому становищі. Їздить на метро, оскільки не має автомобіля.
Останні тридцять років активно займається благодійністю.
У 1984 році передав 38,75 % акцій Duty Free Shoppers (100 % власної частини), фонд, перейменований пізніше в The Atlantic Philanthropies. На цей час його статок становить 2 млн доларів США.
Протягом перших 15 років занять філантропією приховував свою благодійну діяльність — робив анонімні пожертвування. Уникав публічного життя. До 2012 року відбулося 5 інтерв'ю з його участю. Після 2012 року його досягнення регулярно висвітлювалися ЗМІ.

## Найкращі проєкти
Один з найбільш вагомих приводів для гордості Чарльза Фіні є Університет Лімерика, де розташована також Ірландська світова академія музики та танцю, нещодавно створена медична школа і спортмайданчик, яка використовується для фізичного розвитку сотні дітей. В Університеті на сьогоднішній час навчається 13 000 студентів. Цей заклад є одним з найкращих в Ірландії й своїм існуванням зобов'язаний виключній силі волі Фіні, так само як і його таланту, і гранту, який становить 170 млн доларів США.
Також він є спонсором і Трініті-коледжу, де все є справа його рук: від сувенірного магазину, який був розроблений за його дизайном, центру досліджень в області генетики й до лабораторії нейробіології, в якій проводяться найпередовіші дослідження.

## Книга про життя
Людиною, яка є автором його біографії, «Мільярдер без мільярдів», виступає Конор О Клірі, який популяризував Фіні не тільки в Ірландії, а й за її межами.